# Castello di Argirocastro (Grecia)
Il castello di Argirocastro (in greco Αργυρόκαστρο, Argyrokastro, con il significato di "castello d'argento") è un castello in rovina in Grecia, nella regione montagnosa dell'Arcadia, vicino al villaggio di Magouliana, a un'altitudine di 1.450 m. È anche conosciuta come la dynamari Gortyniako (Γορτυνιακό δυναμάρι "roccaforte Gortynian").

## Storia
Il castello fu costruito durante il dominio dei Franchi dalla dinastia Villehardouin che resse il Principato di Acaia, e servì come ritiro estivo. Il villaggio di Magouliana è stata rinominato Argyrokastro il 20 agosto 1927, ma ha ripreso in tempi recenti il suo vecchio nome.